# I Love Paraisópolis
I Love Paraisópolis é uma telenovela brasileira produzida e exibida pela TV Globo de 11 de maio a 6 de novembro de 2015, em 154 capítulos. Substituiu Alto Astral e foi substituída por Totalmente Demais, sendo a 86ª "novela das sete" exibida pela emissora.
Teve a autoria de Alcides Nogueira e Mário Teixeira, com a colaboração de Jackie Vellego, Paulo Lins, Tarcísio Lara Puiati e Vitor de Oliveira, teve direção de André Câmara, Marco Rodrigo, Oscar Francisco, Cadu França e Carla Böhler. A direção geral foi de Carlos Araújo, com direção de núcleo de Wolf Maya.
Contou com as participações de  Bruna Marquezine, Maurício Destri, Caio Castro, Maria Casadevall, Letícia Spiller, Henri Castelli, Tatá Werneck e Lima Duarte.

## Enredo
Mari (Bruna Marquezine) e Danda (Tatá Werneck) são irmãs de criação e moradoras da comunidade de Paraisópolis, que sonham com uma vida melhor. Eva (Soraya Ravenle) e Juju (Alexandre Borges), pais biológicos de Danda, adotaram Mari depois que sua mãe, grande amiga de Eva, morreu durante o parto. Mari e Danda cresceram juntas e além da relação como irmãs, desenvolveram uma grande amizade.
Mari dedica-se aos estudos e trabalho com o sonho de dar uma casa própria a sua mãe adotiva. Danda, muito atraente e vaidosa, tem objetivos mais modestos, trabalhando apenas para sustentar sua vaidade, porém muito dedicada à irmã, sua melhor amiga.
A poucos metros da comunidade, está o luxuoso bairro do Morumbi, separados apenas por uma rua, onde mora o arquiteto Benjamin (Maurício Destri). Este tem um projeto particular, reurbanizar Paraisópolis, projeto bastante criticado por sua mãe Soraya (Letícia Spiller) e seu padrasto Gabo (Henri Castelli). Soraya reprova a convivência do filho com os moradores da comunidade. O casal tem participação majoritária na construtora Pilartex e vê a área de Paraisópolis como uma oportunidade de negócios, com especulação imobiliária. A trama toma um rumo inesperado depois que Benjamin, noivo de Margot (Maria Casadevall), conhece Mari e se apaixona por ela.

## Elenco
| Intérprete         | Personagem                                                 |
| ------------------ | ---------------------------------------------------------- |
| Bruna Marquezine   | Marizete Antunes Brenner (Mari)                            |
| Maurício Destri    | Benjamin Albuquerque Brenner (Ben)                         |
| Caio Castro        | Gregório Evangelista Mourão (Grego)                        |
| Maria Casadevall   | Margot Bidelak                                             |
| Tatá Werneck       | Pandora Balbino Uchoa (Danda)                              |
| Letícia Spiller    | Soraya Maria Albuquerque Brenner                           |
| Henri Castelli     | Gabriel Brenner (Gabo)                                     |
| Lima Duarte        | Giuseppe Sarti (Dom Peppino)                               |
| Caroline Abras     | Ximena Rodriguez                                           |
| Danton Mello       | Cícero                                                     |
| Soraya Ravenle     | Eva Balbino Uchoa                                          |
| Alexandre Borges   | Jurandir Balbino (Juju)                                    |
| Nicette Bruno      | Izabel Maria Marins de Albuquerque (Izabelita)             |
| Dalton Vigh        | Dr. Tomás Antunes                                          |
| Fabíula Nascimento | Paula Evangelista (Paulucha)                               |
| Ângela Vieira      | Drª. Clarice Bezerra Antunes                               |
| Frank Menezes      | Evaristo Mateus Salsete Júnior (Júnior / Juneca Porpurina) |
| Lucy Ramos         | Patrícia Barreto                                           |
| Gil Coelho         | Lindomar Recanto de Queiroz                                |
| André Loddi        | Raul (Paletó)                                              |
| Babu Santana       | Jávai                                                      |
| Giovanni Gallo     | Tadeu Ruffino                                              |
| Thainá Duarte      | Lilica                                                     |
| Giullia Buscacio   | Bruna Antunes Bezerra                                      |
| Carolina Oliveira  | Natasha Evangelista                                        |
| Luana Martau       | Mirela Recanto de Queiroz                                  |
| Ilana Kaplan       | Silvéria Recanto de Queiroz                                |
| José Dumont        | Expedito Ruffino                                           |
| Mariana Xavier     | Claudete Ruffino (Gordelícia)                              |
| Olívia Araújo      | Melodia Pernambucana Freire                                |
| Maria Paula Lima   | Urbana Lima (Baninha)                                      |
| Priscila Marinho   | Omara                                                      |
| Patrícia Elizardo  | Monserrá                                                   |
| Paula Barbosa      | Olga                                                       |
| Eduardo Dussek     | Armando Prado (Armadinho)                                  |
| Paula Cohen        | Rosicler                                                   |
| Dani Ornellas      | Deodora                                                    |
| Danilo Mesquita    | Máximo (Primo)                                             |
| Leandro Daniel     | Sereno                                                     |
| Márcio Rosário     | Epaminondas (Bazunga)                                      |
| José Rubens Chachá | Alfradique Recanto de Queiroz (Fradique)                   |
| Zezeh Barbosa      | Dália                                                      |
| Ricardo Blat       | Adônia (Sabão)                                             |
| Carolina Pismel    | Janice                                                     |
| Eduardo Melo       | Joaquim Antunes Bezerra                                    |
| Cláudio Fontana    | Dílson                                                     |
| Iuri Kruschewsky   | Claudinei / Claudinéia                                     |
| Tuna Dwek          | Ramira Ruffino                                             |
| Françoise Forton   | Isolda                                                     |
| Alice Borges       | Albertina (Tinoca)                                         |
| Maureen Miranda    | Ester                                                      |
| Cristina Lago      | Gilda                                                      |
| Gustavo Piaskoski  | Tatu                                                       |
| Juliana Lohmann    | Neide (Neidinha)                                           |
| Maria Assunção     | Juvenília                                                  |
| Hilton Castro      | Totonho                                                    |
| Gregoire Blanzat   | Lourenço Albuquerque Brenner                               |
| Raffael Pietro     | Pedro Albuquerque Brenner (Pedroca)                        |

### Participações especiais
| Intérprete         | Personagem              |
| ------------------ | ----------------------- |
| Pathy Dejesus      | Alceste Rebouças        |
| Carlos Casagrande  | Tiago Brenner           |
| Francisco Cuoco    | Evaristo Mateus Salsete |
| Daniel Ribeiro     | Itamar Timbó (Timbó)    |
| Lesliana Pereira   | Tairine Ibrahim         |
| Fredy Costa        | Robélio Ibrahim         |
| Larissa Bracher    | Delegada Dirce          |
| Esther Jablonski   | Drª. Mirtes             |
| Betina Viany       | Drª. Rafaela            |
| Jitman Vibranovski | Dr. Ivan                |
| Raul Barretto      | Elias Baverraj          |
| Theo Fox           | Guarujá                 |
| Paulo Ascenção     | Vidal                   |
| Fábio Gozzi        | Orlando                 |
| Eda Nagayama       | Juíza Roberta Takada    |
| Lucas Gouvêa       | Inspetor Paulo Terada   |
| Gabriel Chadan     | Gabriel                 |
| Antônio Ismael     | Alfaiate                |
| Tatyane Meyer      | Shirley                 |
| Léo Wainer         | Dr. Osíris              |
| Lúcio Fernandes    | Antunes                 |
| Ludmilla           | Ela mesma               |
| Alessandro Moussa  | Dr. Jacinto             |
| Márcio Ehlich      | Advogado de Izabelitta  |
| Fátima Bernardes   | Ela mesma               |
| Sandy              | Ela mesma               |
| Luan Santana       | Ele mesmo               |
| Levi Lima          | Ele mesmo               |

## Produção

### Antecedentes
Inicialmente a novela seria exibida às 18 horas, substituindo Boogie Oogie. Porém, como a direção artística da Globo achou que a trama tinha características de humor, decidiu remanejá-la para o horário das 19 horas.  O título original da novela era Lady Marizete e Tatá Werneck seria a protagonista. Posteriormente Tatá teve o papel trocado com Bruna Marquezine e o título foi alterado para Paraisópolis Forever. Finalmente, o título escolhido foi I Love Paraisópolis, inspirado na comunidade homônima de São Paulo, uma das maiores favelas do Brasil, onde se desenvolve a maior parte do enredo. A comunidade, que fica ao lado do bairro de classe média alta do Morumbi em São Paulo, é conhecida como "faixa de Gaza", em alusão à área de refugiados palestinos. Os autores afirmam que não querem mostrar as diferenças entre as classes sociais, mas sim as semelhanças no encontro entre os "dois mundos" na trama. É a primeira vez que uma telenovela da TV Globo retrata a favela de Paraisópolis. Apesar da troca das atrizes, o autor Alcides Nogueira afirmou que a trama sempre teve duas protagonistas.
As cenas iniciais da trama foram gravadas na Rua 25 de Março e em Paraisópolis, São Paulo. Também houve gravações em Nova Iorque, em locações como Times Square, Central Park, Washington Park, Grand Central, Queens e Highline. Reproduzindo a comunidade de Paraisópolis, foi construída no Projac uma cidade cenográfica de dez mil metros quadrados.

### Escolha do elenco
Letícia Spiller, Luana Piovani e Ana Paula Arósio foram cotadas para interpretar Soraya, que acabou ficando com Spiller. Posteriormente Arósio apareceu no material entregue para a direção da novela para interpretar Alceste, mas o autor Alcides Nogueira desmentiu a informação. Max Fercondini foi cotado para interpretar Benjamin, porém posteriormente o papel ficou com Maurício Destri.
| “ | O mocinho corre o risco de ficar passivo demais, sem sal, mas o vilão pode ficar exagerado, caricato. Temos que focar personagens, histórias, e não estereótipos | ” |

Para a composição dos personagens, o elenco teve aulas de prosódia, para se expressar ao modo paulistano de falar, já que a maioria tem um acentuado sotaque carioca. Bruna Marquezine, que faz a personagem Mari teve que se empenhar mais para falar como uma paulistana. Letícia Spiller (Soraya) recorreu a técnicas de contração muscular para conseguir incorporar o sotaque de sua personagem. Bruna Marquezine aprendeu a lutar Krav magá para compor sua personagem. Grego, personagem de Caio Castro, seria um poderoso traficante de drogas, mas os autores preferiram não abordar o tema, embora o personagem permanecesse como antagonista da trama. Para compor seu personagem, Caio fez contato com chefes do tráfico de São Paulo.
Os personagens de Alexandre Borges e Françoise Forton, Juju e Isolda, são baseados em pessoas reais que vivem em Paraisópolis. O primeiro é inspirado no jardineiro Estevão Silva de Conceição, mais conhecido como Gaudí de Paraisópolis e a segunda, inspirada em Mônica Tarragó, responsável pelo balé de Paraisópolis.

## Exibição
O primeiro capítulo de I Love Paraisópolis foi exibido em 11 de maio de 2015, na faixa de telenovelas das sete da emissora. A telenovela foi exibida integralmente, de acordo com o Sistema de Classificação Indicativa Brasileiro, como "Não recomendada para menores de 10 anos". Devido a exibição da partida entre Brasil x Paraguai, pelas quartas-de-final da Copa América de 2015, o capítulo do dia 27 de junho foi cancelado, junto com a novela das seis Sete Vidas.
Entre 19 de outubro e 6 de novembro de 2015, a novela foi exibida às 20:15 (UTC−4) nos estados pertencentes à Rede Fuso durante toda a transmissão, e às 20:15 (UTC−3) nos estados que não adotaram o horário de verão.

### Exibição internacional
Em agosto de 2015, a novela foi confirmada como uma das próximas tramas brasileiras a serem exibidas em Portugal, pela SIC. No entanto, sua estreia foi agendada para o dia 25 de janeiro de 2016, substituindo Babilónia e o último episódio foi para o ar no dia 28 de setembro do mesmo ano, sendo substituída no horário pela novela Sassaricando: Haja Coração.

## Lançamento e recepção

### Audiência
O primeiro capítulo registrou a maior audiência de uma "novela das sete" em três anos, desde Cheias de Charme (2012), marcando 28,6 pontos e 44% de participação na Grande São Paulo. No Rio de Janeiro, registrou 30 pontos e 48% de share. O segundo capítulo seguiu com um padrão de audiência de uma "novela das sete", cravando 27,9 pontos na Grande São Paulo. No terceiro capítulo, fechou com 26,8 pontos, superando a trama do horário das nove Babilônia em todos os seus capítulos exibidos, até então.
No dia 19 de Setembro, em um sábado, a trama registrou sua menor audiência desde a estreia, com 17,5 pontos de média. A Regra do Jogo também bateu recorde negativo registrando 19 pontos na grande SP.
O último capítulo teve média de 26,6 pontos e 43% de share. A trama encerrou com média geral de 23,5 pontos, superando suas três antecessoras, Alto Astral, Geração Brasil e Além do Horizonte, que terminaram com 22,1, 19,4 e 19,7 pontos respectivamente e, empatando com Guerra dos Sexos (2012) que teve 22,8 pontos de média geral.

### Prêmios e indicações
| Ano  | Prêmio                    | Categoria                 | Indicação                         | Resultado | Ref.    |
| ---- | ------------------------- | ------------------------- | --------------------------------- | --------- | ------- |
| 2015 | Prêmio Extra de Televisão | Melhor Ator               | Caio Castro                       | Indicado  | [ 135 ] |
| 2015 | Prêmio Extra de Televisão | Revelação Masculina       | André Loddi                       | Indicado  | [ 135 ] |
| 2015 | Prêmio Extra de Televisão | Tema de Novela            | "A Noite", Tiê                    | Venceu    | [ 135 ] |
| 2015 | Troféu APCA               | Melhor Novela             | Alcides Nogueira e Mário Teixeira | Indicado  | [ 136 ] |
| 2015 | Melhores do Ano           | Melhor Ator Revelação     | Maurício Destri                   | Indicado  | [ 137 ] |
| 2015 | Prêmio Quem de Televisão  | Revelação                 | Frank Menezes                     | Indicado  | [ 138 ] |
| 2015 | Prêmio Quem de Televisão  | Melhor Autor de Televisão | Alcides Nogueira e Mário Teixeira | Indicado  | [ 138 ] |
| 2016 | Troféu Internet           | Melhor Novela             | Alcides Nogueira e Mário Teixeira | Indicado  | [ 139 ] |
| 2016 | Troféu Internet           | Melhor Atriz              | Bruna Marquezine                  | Indicado  | [ 139 ] |
| 2016 | Troféu Internet           | Melhor Ator               | Caio Castro                       | Indicado  | [ 139 ] |
| 2016 | Troféu Internet           | Revelação do Ano          | Maurício Destri                   | Indicado  | [ 139 ] |

## Música

### Volume 1
Capa: Bruna Marquezine e Maurício Destri  
| N.º            | Título                       | Música                         | Personagem           | Duração |  |
| 1.             | "A Cor do Brasil"            | Victor Kreutz                  | Abertura             | 2:55    |  |
| 2.             | "Coisas"                     | Ana Carolina                   | Benjamin e Margot    | 4:07    |  |
| 3.             | "Thinking Out Loud"          | Ed Sheeran                     | Benjamin e Mari      | 4:39    |  |
| 4.             | "Signs (Sinais)"             | Claudia Leitte                 | Grego e Margot       | 4:19    |  |
| 5.             | "Eu Quero, Eu Gosto"         | Jamz                           | Margot               | 3:14    |  |
| 6.             | "A Noite (La Notte)"         | Tiê                            | Benjamin e Mari      | 3:38    |  |
| 7.             | "For Your Babies"            | Simply Red                     | Tema romântico geral | 4:25    |  |
| 8.             | "All About That Bass"        | Meghan Trainor                 | Geral                | 3:09    |  |
| 9.             | "Elas Gostam Assim"          | Projota Part. Esp.: Marcelo D2 | Grego                | 2:52    |  |
| 10.            | "Catraca"                    | Banda Uó part. Mr. Catra       | Geral                | 3:07    |  |
| 11.            | "Ninguém Segura Essa Mulher" | Tchê Garotos                   | Danda                | 3:11    |  |
| 12.            | "I Get a Kick Out Of You"    | Ronaldo do Canto e Mello       | Gabo e Soraya        | 3:19    |  |
| 13.            | "Bon Vivant Maneiro"         | Pretinho da Serrinha           | Jurandir             | 3:00    |  |
| 14.            | "Não Enche"                  | Mosquito                       | Geral                | 3:48    |  |
| 15.            | "A Loba"                     | Alcione                        | Eva e Juju           | 4:25    |  |
| 16.            | "O Ar Que Eu Respiro"        | Dienis Part. Esp.: Negra Li    |                      | 4:56    |  |
| Duração total: | Duração total:               | Duração total:                 | Duração total:       | 59:14   |  |

### Volume 2
Capa: Caio Castro 
| N.º            | Título                      | Música                                            | Personagens               | Duração |  |
| 1.             | "Escreve Aí"                | Luan Santana                                      | Cícero e Danda            | 3:37    |  |
| 2.             | "Solta Na Noite"            | Pollo Part. Esp.: Sorriso Maroto                  | Natasha                   | 2:40    |  |
| 3.             | "Uptown Funk"               | Mark Ronson Feat.: Bruno Mars                     | Geral                     | 4:30    |  |
| 4.             | "Te Ensinei Certin"         | Ludmilla                                          | Tema Geral                | 2:13    |  |
| 5.             | "Patricinha da Favela"      | MC Leozinho                                       | Rosicler                  | 2:54    |  |
| 6.             | "Boom Clap"                 | Charli XCX                                        | Geral                     | 2:49    |  |
| 7.             | "Aqueles Olhos"             | Dom M.                                            | Grego e Mari              | 3:19    |  |
| 8.             | "Não Tô Valendo Nada"       | Henrique e Juliano                                | Claudete, Paletó e Mirela | 3:07    |  |
| 9.             | "Porque Homem Não Chora"    | Pablo                                             | Lindomar                  | 2:48    |  |
| 10.            | "Seria Tão Fácil (So Easy)" | Tânia Mara part. Brian McKnight                   | Tema romântico geral      | 3:32    |  |
| 11.            | "Prazer, Paraisópolis"      | Atozero4                                          | Locação: "Paraisópolis"   | 2:34    |  |
| 12.            | "Mina Feia"                 | Seu Jorge                                         | Mirela e Silvéria         | 3:41    |  |
| 13.            | "Woman Ting"                | Ce'Cile                                           | Jávai                     | 3:11    |  |
| 14.            | "Você é Tudo"               | Jammil                                            | Paulucha e Tomás          | 2:47    |  |
| 15.            | "Ciranda da Bailarina"      | Sandy part. Orquestra Filarmônica de Paraisópolis | Lilica                    | 3:02    |  |
| Duração total: | Duração total:              | Duração total:                                    | Duração total:            | 46:50   |  |

Outras canções não incluídas na trilha sonora oficial de I Love Paraisópolis:
- "7/1", Beyoncé
- "Try To Get Away", Dark Rock Republic (tema de Gabo)

### Desempenho nas tabelas musicais
| Parada musical (2015)                | Melhor posição | Ref.    |
| ------------------------------------ | -------------- | ------- |
| Brasil (TOP 20 Semanal ABPD)(Vol. 1) | 4              | [ 142 ] |